# Achille Étienne Marie Gigault de Crisenoy
Pour les articles homonymes, voir Gigault et Crisenoy (homonymie).
Achille Étienne Marie Gigault de Crisenoy, né le 23 août 1756 à Paris et mort le 7 septembre 1802 au château de Crisenoy, est un magistrat, administrateur et homme politique français.

## Biographie

### Famille
Achille Étienne Marie Gigault de Crisenoy, écuyer, naît à Paris le 23 août 1756. Il est baptisé le lendemain dans l'église Saint-Eustache. Il est le fils d'Étienne Pascal Gigault de Crisenoy (1720-1788), écuyer, fermier général de 1763 à 1777, et de Marie Clémence Allen (morte le 7 mai 1763),.
Sa famille est fraîchement anoblie. Achille Étienne Marie est du troisième degré noble mais est né roturier, parce qu'à sa naissance son grand-père n'était pas encore anobli, n'étant secrétaire du roi que depuis 19 ans. La filiation suivie remonte à Jean Gigault, marchand chapelier à Toucy cité en 1695. Le fils de ce dernier, Étienne Gigault, fermier général de 1757 à 1763 est anobli par son office de secrétaire du roi acheté en 1737. Son fils, Étienne Pascal Gigault de Crisenoy, est le père d'Achille Étienne Marie Gigault de Crisenoy.
Achille Étienne Marie Gigault de Crisenoy a un frère, Charles Catherine Marie Gigault de Roselle, baptisé à Paris le 5 décembre 1757, qui est conseiller au Châtelet en février 1776 et conseiller au Parlement de Paris à partir du 28 février 1779. Il meurt en 1784.
Achille Étienne Marie Gigault de Crisenoy épouse Charlotte Tourolle le 27 avril 1786, à Paris. Née à Paris le 5 juin 1769, elle est la fille de Claude Charles Dominique Tourolle (1733-1779), secrétaire  du roi, premier valet de chambre du Dauphin, maréchal des logis de la Dauphine et de son épouse Marie Charlotte Chuppin (1743-1774).

### Carrière
Achille Étienne Marie Gigault de Crisenoy devient conseiller au Châtelet le 14 février 1776. Il est ensuite conseiller au Parlement de Paris à partir du 24 mars 1779. Il est maître des requêtes du 9 février 1786 à la Révolution,.
Sous le Directoire, il est élu député de la Seine-et-Marne au Conseil des Anciens le 22 germinal an V (11 avril 1797) mais son élection est annulée après le coup d'État du 18 fructidor an V (4 septembre 1797),. Il se retire alors à Crisenoy.
Sous le Consulat, il est membre du conseil général de Seine-et-Marne, de 1800 à 1802. Il est à la tête d'une grande fortune foncière et figure en onzième place sur la liste des propriétaires les plus imposés de son département.
Achille Étienne Marie Gigault de Crisenoy meurt au château de Crisenoy le 7 septembre 1802,. Son épouse Charlotte Tourolle meurt dans le même château le 27 juillet 1822.

### Descendance
Achille Étienne Marie Gigault de Crisenoy et son épouse Charlotte Tourolle ont trois fils :
- Étienne Charles, baron Gigault de Crisenoy, né le 23 février 1787, mort à Paris le 28 septembre 1835, colonel, maire de Crisenoy, baron héréditaire, officier de la Légion d'honneur sous la Restauration, d'où postérité[1],[6], dont son petit-fils Pierre de Coubertin[3],[8] ;
- Hippolyte Michel Girault de Crisenoy, né à Paris le 11 juin 1788 et mort dans la même ville le 9 avril 1838, capitaine, chevalier de la Légion d'honneur sous la Restauration, d'où postérité[1],[6] ;
- Amédée Prosper Girault de Crisenoy, né le 5 thermidor an III (23 juillet 1795) et mort au château de Crisenoy le 21 décembre 1813, sans alliance[6].